# Portugal op de Olympische Winterspelen 2022
Portugal is een van de deelnemende landen aan de Olympische Winterspelen 2022 in Peking, China.

## Deelnemers en resultaten

### Alpineskiën
Maximaal vier deelnemers per onderdeel
Mannen
| Naam            | Onderdeel    | 1e run  | 1e run | 2e run  | 2e run | Totaal  | Totaal |
| Naam            | Onderdeel    | Tijd    | Rang   | Tijd    | Rang   | Tijd    | Rang   |
| --------------- | ------------ | ------- | ------ | ------- | ------ | ------- | ------ |
| Ricardo Brancal | Reuzenslalom | 1:16,83 | 42     | 1:20,57 | 36     | 3:37,40 | 37     |
| Ricardo Brancal | Slalom       | 1:06,24 | 46     | 1:00,07 | 38     | 2:06,31 | 39     |

Vrouwen
| Naam             | Onderdeel    | 1e run  | 1e run | 2e run         | 2e run         | Totaal         | Totaal |
| Naam             | Onderdeel    | Tijd    | Rang   | Tijd           | Rang           | Tijd           | Rang   |
| ---------------- | ------------ | ------- | ------ | -------------- | -------------- | -------------- | ------ |
| Vanina Guerillot | Reuzenslalom | 1:10,59 | 56     | 1:06,33        | 39             | 2:16,92        | 43     |
| Vanina Guerillot | Slalom       | 59,45   | 46     | niet geplaatst | niet geplaatst | niet geplaatst | 46     |

### Langlaufen
Maximaal vier deelnemers per onderdeel
Lange afstanden
Mannen
| Naam        | Onderdeel             | Uitslag | Uitslag |
| Naam        | Onderdeel             | Tijd    | Rang    |
| ----------- | --------------------- | ------- | ------- |
| Jose Cabeca | 15 km klassieke stijl | 49:12,0 | 88      |